# 3491 Фрідолін
3491 Фрідолін (3491 Fridolin) — астероїд головного поясу, відкритий 30 вересня 1984 року.
Тіссеранів параметр щодо Юпітера — 3,318.